# Lahcen Abrami
Lahcen Abrami (Casablanca, 31 de dezembro de 1969) é um ex-futebolista profissional marroquino, defensor, disputou a Copa do Mundo de 1998.

## Carreira
Lahcen Abrami representou a Seleção Marroquina de Futebol nas Olimpíadas de 1992.